# Aeropuerto de Goma
El Aeropuerto de Goma (IATA: GOM, OACI: FZNA) es un aeropuerto situado en Goma, una ciudad de la República Democrática del Congo, fronteriza con Ruanda. 
Construido inicialmente con una pista de 3.000 metros de longitud, la erupción del volcán Nyiragongo en enero de 2002 sepultó parte de la pista, dejando utilizables sólo 2.000 de los 3.000 originales. La lava también cubrió parte de la ciudad de Goma y llegó al lago Kivu. Se perdieron parte de las calles de rodadura, originando que la plataforma del aeropuerto y la terminal quedaran aisladas. Un Douglas DC-8 quedó atrapado en la antigua plataforma, que ahora sólo usan helicópteros.
Para permitir la operación en el resto de la pista, se construyó una plataforma provisional en el extremo sur (cabecera 36).  Desde las ortofotos se ve una clara imagen.
Tanto en las instalaciones como en el espacio aéreo de este aeropuerto se han producido numerosos accidentes, como por ejemplo el del 15 de abril de 2008, cuando un McDonnell Douglas DC-9 de Hewa Bora Airways intentó despegar del aeropuerto pero se estrelló en un mercado ubicado a poca distancia de la pista. Murieron 40 personas. O el accidente de Compagnie Africaine d'Aviation en 2013.

## Servicios regulares
| Aerolíneas                     | Destinos                                                               |
| ------------------------------ | ---------------------------------------------------------------------- |
| Compagnie Africaine d'Aviation | Kinshasa, Kisangani                                                    |
| Hewa Bora Airways              | Beni, Bukavu, Bunia, Entebbe, Kananga, Kinshasa, Kisangani, Mbuji-Mayi |
| TMK Air Commuter               | Beni, Bunia, Butembo, Entebbe                                          |
| Wimbi Dira Airways             | Kisangani                                                              |